# 拉马什 (马塞杜-迪卡瓦莱鲁什)
拉马什是葡萄牙布拉干萨区的一个堂区。总面积8.71平方公里，总人口287人，人口密度33人/平方公里。